# Сантос Акоста
Мануель Марія де лос Сантос Акоста Кастільйо (ісп. Manuel María de los Santos Acosta Castillo; 1 листопада 1827 — 9 січня 1901) — колумбійський військовик і політик, президент Сполучених Штатів Колумбії від 1867 до 1868 року.

## Біографія
Народився 1827 року в Мірафлоресі. Вивчав медицину в Боготі, потім займався юриспруденцією, обирався до Конгресу, був губернатором провінції Тунха. Під час громадянської війни 1860—1862 років швидко став генералом, воюючи на боці повстанців. Разом з військами Томаса Сіпріано де Москери ввійшов до столиці. 1861 року став президентом штату Бояка.
Ухвалена 1863 року Конституція Сполучених Штатів Америки ліквідувала в країні пост віцепрезидента й запровадила пости «Designado Presidencial» — першого (Primer), другого (Segundo) та третього (Tercer); особи, які обіймали ті посади, мали виконувати обов'язки президента (в зазначеному порядку) в разі його відсутності (а також неможливості виконання президентських обов'язків попереднім Designado Presidencial). 1867 року Конгрес Колумбії призначив на черговий календарний рік чергових трьох Designado Presidencial: Сантоса Гутьєрреса, Сантоса Акосту й Хоакіна Ріаскоса.
29 квітня 1867 року, за п'ять днів після того, як Хоакін Ріаскос офіційно очолив Магдалену, президент країни Томас Сіпріано де Москера розпустив Конгрес, запровадив у країні воєнний стан та проголосив себе верховною владою. Не маючи точної інформації про те, що відбувається, але знаючи, що Сантос Гутьєррес перебуває за кордоном, Хоакін Ріаскос 12 травня 1867 року оголосив себе в. о. президента країни. Тим часом 23 травня 1867 року стався військовий переворот: полковник Даніель Дельгадо Паріс заарештував Томаса Сіпріано де Москеру та передав владу Сантосу Акості. Через труднощі в комунікаціях Хоакін Ріаскос довідався про те, що у столиці стався переворот, лише в червні, й офіційно передав президентські повноваження Сантосу Акості.
За свого президентства Сантос Акоста заснував 22 вересня 1867 року Національний університет Колумбії, а також став засновником Національної бібліотеки й Національного архіву.
Пізніше після виходу в відставку брав участь у громадянській війні 1876—1877 років.
Помер 1901 року в Боготі.